# داريل هال
داريل هال (بالإنجليزية: Daryl Hall)‏ هو موسيقي ومغن مؤلف أمريكي، ولد في 11 أكتوبر 1946 في Pottstown, Pennsylvania ‏ في الولايات المتحدة.

## وصلات خارجية
- الموقع الرسمي
- داريل هال على موقع IMDb (الإنجليزية)
- داريل هال على موقع ميوزك برينز (الإنجليزية)
- داريل هال على موقع رولينغ ستون (الإنجليزية)
- داريل هال على موقع إن إن دي بي (الإنجليزية)
- داريل هال على موقع أول ميوزيك (الإنجليزية)
- داريل هال على موقع ديسكوغز (الإنجليزية)
- داريل هال على موقع قاعدة بيانات الفيلم (الإنجليزية)